# Miltochrista rutila
Miltochrista rutila är en fjärilsart som beskrevs av Walker 1864. Miltochrista rutila ingår i släktet Miltochrista och familjen björnspinnare. Inga underarter finns listade i Catalogue of Life.